# 水戸線
水戸線（みとせん）は、栃木県小山市の小山駅と茨城県笠間市の友部駅を結ぶ、東日本旅客鉄道（JR東日本）の鉄道路線（幹線）である。
東北本線（宇都宮線）と常磐線を結び、北関東を横断する路線の一つ。小山駅構内のみ直流電化、それ以外の区間は交流電化となっており、運用される車両は交流・直流の両電源に対応した車両となっている。
当線は小山駅のみが栃木県内にあり、その他の駅は全て茨城県内にある。路線名に水戸の地名が入る一方、水戸市内に駅はない。ただし、友部駅から常磐線に直通し水戸駅方面に乗り入れる列車が設定されている。
全区間が旅客営業規則の定める大都市近郊区間の「東京近郊区間」、およびIC乗車カード「Suica」の首都圏エリアに含まれている。

## 路線データ
- 区間（営業キロ）：小山駅 - 友部駅間 50.2 km
- 管轄（事業種別）：東日本旅客鉄道（第一種鉄道事業者）・日本貨物鉄道（第二種鉄道事業者）
- 軌間：1,067 mm
- 駅数：16（起終点駅含む）
  - 水戸線所属駅に限定する場合、東北本線所属の小山駅と常磐線所属の友部駅[2]が除外され、14駅となる。
- 複線区間：なし（全線単線）
- 電化区間
  - 小山駅付近（直流1,500 V）
  - 小田林駅 - 友部駅間（交流20,000 V）
    - 小山駅 - 小田林駅間に交直セクションがある。
- 閉塞方式：自動閉塞式
- 保安装置：ATS-P
- 最高速度：95 km/h
- 運転指令所：水戸総合指令室（CTC）
  - 運転取扱駅（駅が信号を制御）：小山駅・友部駅
  - 準運転取扱駅（入換時は駅が信号を制御）：下館駅
- 大都市近郊区間：全線（東京近郊区間）
- IC乗車カード対応区間：全線（Suicaの首都圏エリア）

小山駅が大宮支社、小田林駅 - 友部駅間が水戸支社の管轄であり、小山駅 - 小田林駅間（小山駅起点3.1 km地点、第二犬塚踏切付近）に支社境界がある。

## 歴史
水戸線は、1889年（明治22年）に水戸鉄道（初代）により小山駅 - 水戸駅間が開業した。水戸に到達した最初の鉄道である。水戸鉄道は1892年（明治25年）に日本鉄道に買収されてその支線となったが、1895年（明治28年）に土浦駅から友部駅まで海岸線（現在の常磐線）が延伸され、友部駅 - 水戸駅間は実質的にその一部となった。
日本鉄道は、1906年（明治39年）に鉄道国有法によって買収・国有化され、旧水戸鉄道区間も官設鉄道に編入された。1909年（明治42年）の線路名称制定時に、旧水戸鉄道区間のうち友部駅 - 水戸駅間が常磐線に編入され、小山駅 - 友部駅間は水戸鉄道の名を取り水戸線となった。以来、水戸線は区間の表示及び線名の変更などが一切行われていない。
小山駅に乗り入れる水戸線の線路は、東北本線の上野方面とは直接行き来できない配線となっている。かつて上野方面と水戸線を直通する貨物列車の運行に支障が出ていたため、1950年（昭和25年）に東北本線の間々田駅方面から小山駅を経由せずに水戸線方面に直通可能な短絡線（小山駅の構内扱い）が敷設された。この短絡線は貨物列車だけでなく、上野方面と水戸方面・真岡方面を水戸線経由で結んでいた急行「つくばね」などの旅客列車にも活用された。また短絡線の東方にはデッドセクションも設けられていたため、東急車輛で新製された交直流用車両の交直切替の試運転も行われていた。しかし1986年（昭和61年）11月のダイヤ改正後、この短絡線は実質的に使用停止状態となり、2006年（平成18年）には設備が撤去された。

### 年表

#### 水戸鉄道
- 1889年（明治22年）
  - 1月16日：水戸鉄道小山駅 - 水戸駅間が開業。結城駅・下館駅・岩瀬駅・笠間駅・太田町駅・内原駅[* 1]・水戸駅[* 1]が開業。
  - 4月16日：伊佐山駅が開業。
  - 5月25日：伊佐山駅が川島駅に、太田町駅が宍戸駅に改称。
- 1890年（明治23年）12月1日：福原駅が開業。

#### 日本鉄道
- 1892年（明治25年）3月1日：水戸鉄道が日本鉄道に買収される。
- 1894年（明治27年）1月4日：赤塚駅が開業[* 1]。
- 1895年（明治28年）
  - 7月1日：友部駅が開業。
  - 9月25日：新治駅が開業。
- 1898年（明治31年）5月8日：稲田駅が開業。
- 1904年（明治37年）4月1日：貨物駅として羽黒駅が開業。

#### 国有化後
- 1906年（明治39年）11月1日：日本鉄道が国有化され、官設鉄道になる。
- 1909年（明治42年）10月12日：国有鉄道線路名称制定により小山駅 - 友部駅間が水戸線に、友部駅 - 水戸駅間は常磐線になる。
- 1910年（明治43年）7月20日：羽黒駅の旅客営業開始。
- 1935年（昭和10年）12月15日：気動車運転開始（小山 - 下館間）[3]。
- 1937年（昭和12年）12月1日：東結城駅が開業。
- 1941年（昭和16年）8月10日：東結城駅営業休止。
- 1950年（昭和25年）8月23日：間々田駅 - 結城駅間の短絡線（小山駅構内）が開通。
- 1955年（昭和30年）4月1日：小田林駅が開業。東結城駅の営業再開。
- 1960年（昭和34年）9月20日：筑波線直通列車の運行を開始（土浦 - 岩瀬 - 小山）[4]。
- 1962年（昭和37年）10月1日：当線経由で上野駅 - 真岡駅・水戸駅間に準急「つくばね」運行開始。
- 1965年（昭和40年）3月19日：筑波線直通列車が廃止される[4]。
- 1966年（昭和41年）3月：「つくばね」が急行に格上げされる。
- 1967年（昭和42年）2月1日：全線が電化される（電車の運転開始は3月20日）[5]。
- 1970年（昭和45年）2月25日：全線で列車集中制御装置 (CTC) が導入。
- 1982年（昭和57年）11月15日：客車列車が全廃される。
- 1985年（昭和60年）3月14日：急行「つくばね」廃止。
- 1986年（昭和61年）11月1日：両毛線桐生駅までの乗り入れを開始。

#### 民営化後
- 1987年（昭和62年）4月1日：国鉄分割民営化により東日本旅客鉄道が継承。日本貨物鉄道が全線の第二種鉄道事業者となる。
- 1988年（昭和63年）
  - 3月13日：ダイヤ改正（一本列島）により真岡線との直通列車を廃止。
  - 6月20日：玉戸駅・大和駅が開業[6]。
- 1990年（平成2年）2月15日：自動進路制御装置（PRC）導入[7]。
- 1992年（平成4年）11月28日 - 11月30日：踏切改良工事に伴い、笠間駅 - 友部駅間で営業休止[8]。
- 1998年（平成10年）：両毛線との直通を廃止。
- 2000年（平成12年）12月2日：安中貨物が武蔵野線経由に変更。定期貨物列車が消滅する。
- 2005年（平成17年）7月8日：大和駅が全列車停車に変更。
- 2009年（平成21年）
  - 1月16日：全線で ATS-P が使用開始[9]。
  - 3月14日：小田林駅 - 宍戸駅間の各駅に発車メロディが導入され、同時に放送機器も更新される。
- 2011年（平成23年）
  - 3月11日：東日本大震災（東北地方太平洋沖地震）により被害を受け、全線で不通となる。
  - 4月7日：暫定ダイヤにて全線で運転を再開[10]。
  - 4月17日：通常ダイヤで運転再開。
- 2014年（平成26年）3月15日：一部列車が通過していた小田林駅・東結城駅が全列車停車に変更。
- 2017年（平成29年）12月1日：ドア開閉を通年でボタン式とする（E531系のみ）[11]。
- 2021年（令和3年）3月13日：全列車ワンマン運転を開始[12]。

1. 1 2 3  1909年10月12日の路線名称設定後は常磐線の駅になっている。

## 運行形態

### 定期列車
全列車が各駅に停車する普通列車で、1時間に1 - 2本程度の運行である。朝晩を中心に小山駅 - 常磐線水戸駅・勝田駅（1往復のみ高萩駅）間の直通運転、日中は小山駅 - 友部駅間の線内折り返しが運行され、このほかに朝晩を中心に小山駅 - 下館駅間の区間運転がある。また、友部発22時台と小山発23時台の最終列車は下館行きである。
すべての列車が4ドアの5両編成で運転されている。かつては最大12両編成の客車列車が運行されており、電車化後は朝夕を中心に7両、8両編成、日中4両編成で運行されていた。その後運用の見直しと新型車導入で運行は4両、5両、7両編成となっていたが、2007年3月18日のダイヤ改正後は415系鋼製車の引退により7両編成が消滅。2016年3月26日のダイヤ改正からは415系ステンレス車の運用離脱により4両編成が消滅し、5両編成に統一された。

### 臨時列車
常磐線方面、東北本線（宇都宮線）方面の直通列車が運行されることがある。
常磐日光号
2022年から運行されている水戸線初の特急列車。高萩駅 - 日光駅間を常磐線、水戸線、東北本線（宇都宮線）、日光線を経由して運転されている。
停車駅：高萩駅 - 日立駅 - 常陸多賀駅 - 大甕駅 - 東海駅 - 勝田駅 - 水戸駅 - 友部駅 - 下館駅 - 宇都宮駅 - 日光駅
水戸線地酒でいやど〜も
茨城プレDCの一環で友部駅 - 結城駅間で1往復運行され、沿線の酒蔵（須藤本家、笹目宗兵衛商店、磯蔵酒造、西岡本店、村井醸造、来福酒造、武勇）の酒が提供された。車両はE501系。
その他、ちくせい花火大会、おやまサマーフェスティバルに合わせ臨時普通列車が運行される。

#### 回送列車
勝田車両センター所属の車両の検査を郡山総合車両センターで行うため、不定期の回送列車が運行されている。

#### 貨物列車
定期貨物列車は設定されていない。SLもおか用の蒸気機関車の検査時や関東鉄道の新車導入時にのみ、下館駅発着の甲種輸送列車が運行される。

### 過去に運転されていた列車

#### 定期列車
つくばね
1985年3月13日まで上野駅 - 水戸駅・勝田駅および真岡線真岡駅・茂木駅間に水戸線経由で運行されていた急行列車（1966年3月以前は準急列車）。真岡線乗り入れは1968年の電車化時に廃止された。
停車駅（時期により停車駅は異なる）：
- 上野駅 - 赤羽駅 - 大宮駅 - 久喜駅 - 古河駅 - 間々田駅 - 結城駅 - 下館駅 - 岩瀬駅 - 笠間駅 - 友部駅 - 水戸駅 - 勝田駅　

快速列車
1992年3月14日のダイヤ改正で普通列車を置き換えて登場した。下り列車が小山発勝田行き、上り列車が水戸発小山行きで休日のみ運転された。
所要時間は下り列車が小山駅 - 友部駅間で47分、上り列車が52分であった（2022年現在の普通列車の最速時間下り60分、上り61分）。1993年3月18日のダイヤ改正で新たに川島駅と赤塚駅が停車駅に加わり、下り列車の所要時間が1分伸びた。1993年12月1日のダイヤ改正をもって廃止された。
停車駅：小山駅 - 結城駅 - （川島駅） - 下館駅 - 岩瀬駅 - 笠間駅 - 友部駅 - （赤塚駅） - 水戸駅
真岡線直通列車
真岡線はJRから真岡鐵道に転換されるまで、茂木駅 - 真岡駅 - 下館駅 - 小山駅間に直通運転列車が7往復設定されていた。1988年3月のダイヤ改正の際に廃止された。
両毛線直通列車
1998年12月8日のダイヤ改正前まで普通列車上下各1本が小山駅から両毛線の桐生駅まで乗り入れていた。
通過駅のある普通列車
2014年（平成26年）3月15日まで普通列車の一部は小田林駅・東結城駅を通過していた。同様に大和駅も大半の普通列車が通過していたが、こちらは2005年（平成17年）7月8日より全列車停車に変更されている。
筑波線直通列車
1965年まで小山駅から岩瀬駅を経由し土浦駅まで直通列車が運行されていた。当列車は途中下館駅で真岡線への列車を分割し、岩瀬駅で水戸線水戸方面の列車を分割する多層建て列車であった。1965年まで土浦駅から栃木県小山市の小山駅まで直通列車が運行されていた。当列車は岩瀬駅で水戸線普通列車と併結し、下館駅では真岡線と併結する多層建て列車であった。
気動車不足で岩瀬駅 - 下館駅間の増発を出来ずにいた水戸鉄道管理局の思惑と合致し利用は好調であったが、豪華仕様であったキハ500/キハ800を混雑輸送に使うことや車両使用料から常総筑波鉄道側が不満を持ち、同社から直通廃止の申し入れがなされた。

#### 過去の臨時列車
両毛線沿線の観光や笠間観光、埼玉県・栃木県・群馬県の海水浴客輸送のため臨時列車が設定されていた。しかし現在では両毛線と接続する線路が撤去されたほか、笠間観光は友部駅からバスを利用する形にシフトし、海水浴需要も減少しているためこれらの臨時列車は設定がなくなった。
主な列車は以下の通り
あしかが大藤まつり号
あしかがフラワーパークの大藤まつりに合わせて、常磐線いわき駅から両毛線桐生駅まで運転されていた全車指定席の臨時快速列車。2022年の特急化の際に廃止された。
停車駅：いわき駅 - 湯本駅 - 泉駅 - 磯原駅 - 高萩駅 - 日立駅 - 常陸多賀駅 - 大甕駅 - 東海駅 - 勝田駅 - 水戸駅 - 赤塚駅 - 友部駅 - 笠間駅 - 岩瀬駅 - 下館駅 - 結城駅 - 佐野駅 - 富田駅 - あしかがフラワーパーク駅 - 足利駅 - 桐生駅
笠間deおさんぽ号
焼き物市などのため、上野駅から常磐線経由で笠間駅まで運転された臨時快速列車。
急行 笠間観菊
笠間菊まつりに合わせ1968年から1977年まで運行された上野駅 - 笠間駅間の急行列車。車両は401系が使用され、上野駅 - 友部駅間は急行「ときわ」に併結、友部駅 - 笠間駅間は普通列車としての運行であった。
いばらきサイクルトレイン
上野駅 - 岩瀬駅間で運転され、つくばりんりんロード関連の旅行商品でのみ乗車可能であった。
SLもおか延長運転
1999年は栃木DC、2000年は第3回全国SLフェスティバル、2004年は真岡線のSL復活運行10周年、2017年は栃木プレDCに合わせて小山駅 - 下館駅間で延長運転を行った。
水戸観梅号
水戸の梅まつりに合わせて1987年、1988年に高崎駅 - 勝田駅間で運転された。
つくば山
1960年代まで設定されていた、常磐線日立駅から筑波線筑波駅まで直通する列車。

#### 貨物列車
安中貨物
2000年12月2日まで福島臨海鉄道宮下駅から信越本線安中駅への貨物列車（通称：安中貨物）が水戸線・両毛線を経由しており、水戸線内はEF81形が牽引機関車に充当されていた。同日から武蔵野線経由に変更されている。

## 使用車両

### 現在の使用車両
勝田車両センターに配置されている交直流電車で運転される。常磐線普通列車と共通で使用されるほか、2017年10月14日実施のダイヤ改正で東北本線黒磯駅 - 新白河駅間の運用にも進出しており、その送り込み・返却運用が当線経由で行われている。
- E531系
  - 新製時より代走として入線しており、2015年2月1日より定期運用が開始された。東北本線黒磯駅 - 新白河駅間の区間列車の送り込みや返却を兼ねて一部の定期列車を東北本線の運用に対応した車両（3000番台）に限定して運用している[18]。2019年3月16日のダイヤ改正で水戸線を走る営業列車は当形式に統一され[19]、2021年3月13日のダイヤ改正で水戸線の全列車ワンマン運転化に伴い、ワンマン運転に対応した編成のみ充当される。

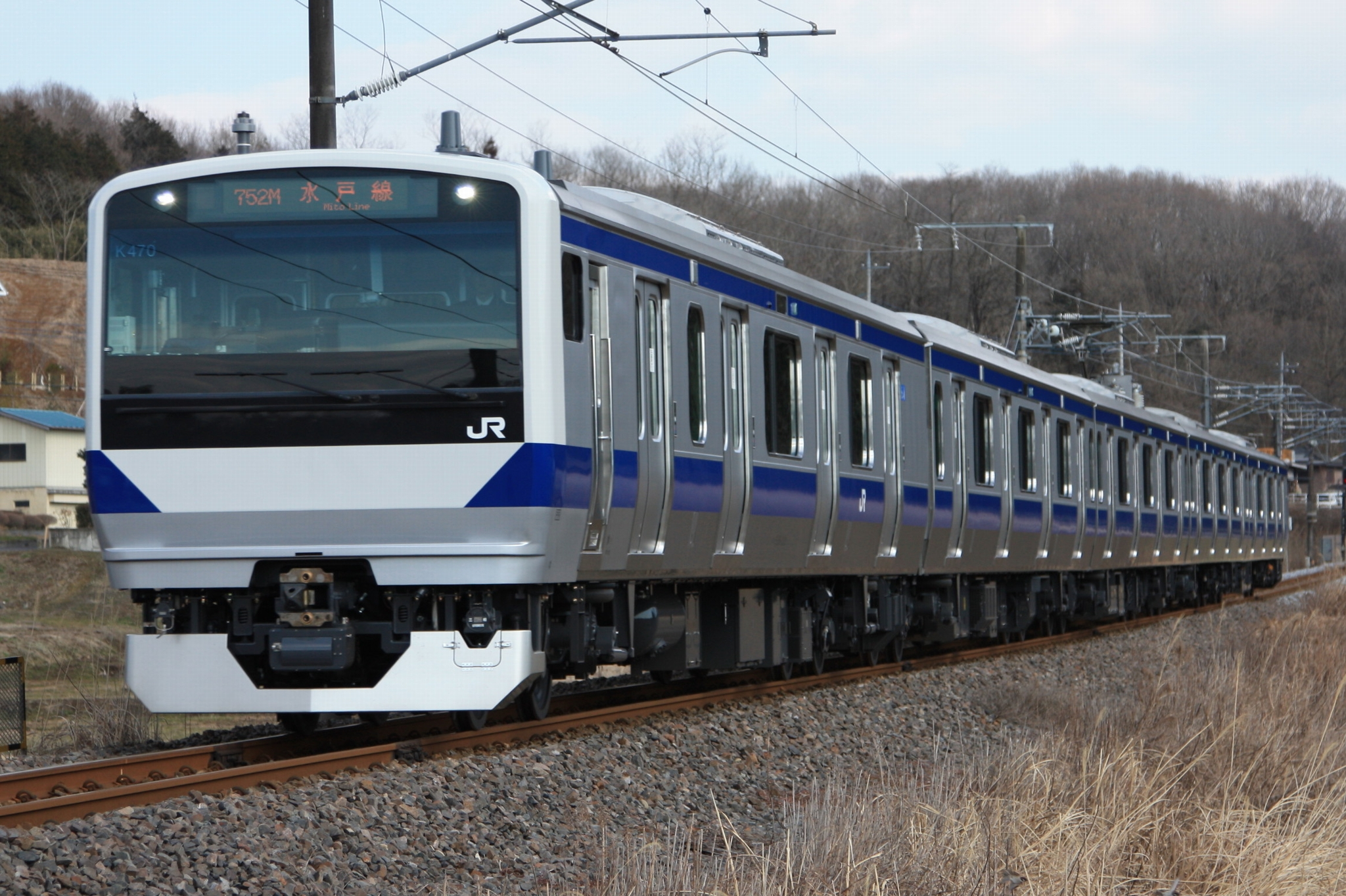
E531系

### 過去の使用車両
- 蒸気機関車[20]
  - 8620形 - 小山機関区所属
  - C50形 - 小山機関区所属
  - C58形 - 小山機関区・水戸機関区所属 - 旅客列車の一部とローカル貨物列車用（一部は両毛線に直通）
  - D51形 - 大宮機関区・水戸機関区所属 - 東北本線・常磐線直通の貨物列車と臨時列車用
- 電気機関車
  - EF80形 - 勝田電車区・内郷機関区所属。
  - EF81形
- 客車
  - オハ35系・スハ43系 - 荷物車・郵便車併結。1982年11月14日運用終了。
  - オハ60・オハ61
- 気動車[21]
  - キハ11形・キハ17形
  - キハ20形・キハ25形
  - キハ45形
  - キハ55形
  - キハ58形・キハ28形
- 電車
  - 401系 - 1992年までに廃車。
  - 403系 - 2007年3月までに廃車。
  - 415系 - 2007年3月までに普通鋼製車の一部とステンレス製車である1500番台の一部車両が廃車。2016年3月26日のダイヤ改正で全車運用終了[22]。これにより水戸線は全列車が4ドア車5両編成に統一された。
  - 455系 - 急行「つくばね」として1日1往復の運用があった。結城駅 - 勝田駅間は普通列車であった。
  - E501系 - 2007年2月27日から運用開始。付属5両編成のみ運用された。2016年3月26日のダイヤ改正から付属編成は水戸線列車での運用（小山駅 - 友部駅・勝田駅間）専用となっていたが、2018年8月頃に水戸線内で故障が頻発したため水戸線の営業運転を中止し[23]、2019年3月16日のダイヤ改正で正式に撤退した[19]。

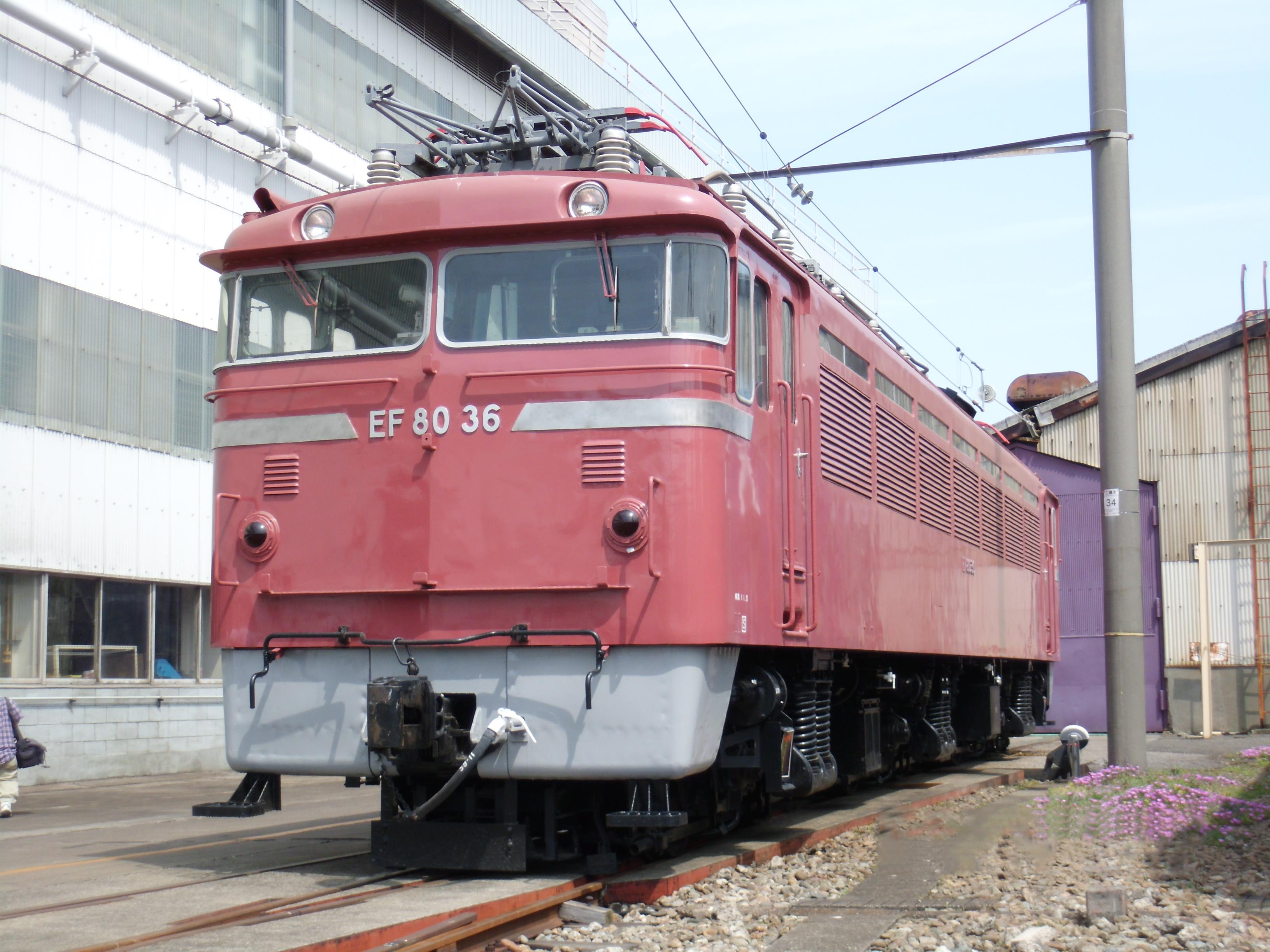
EF80
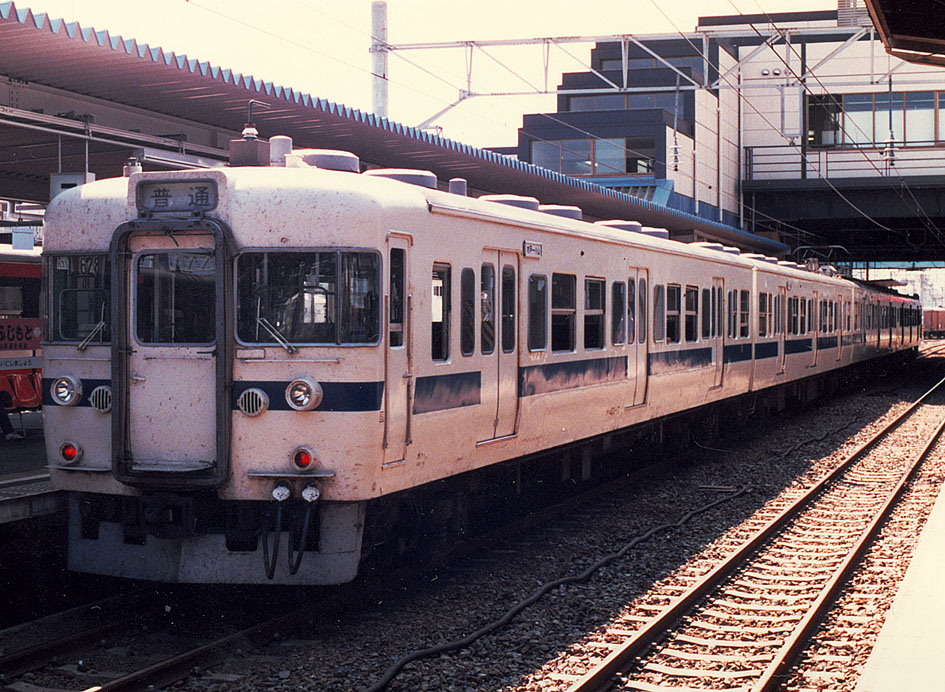
401系
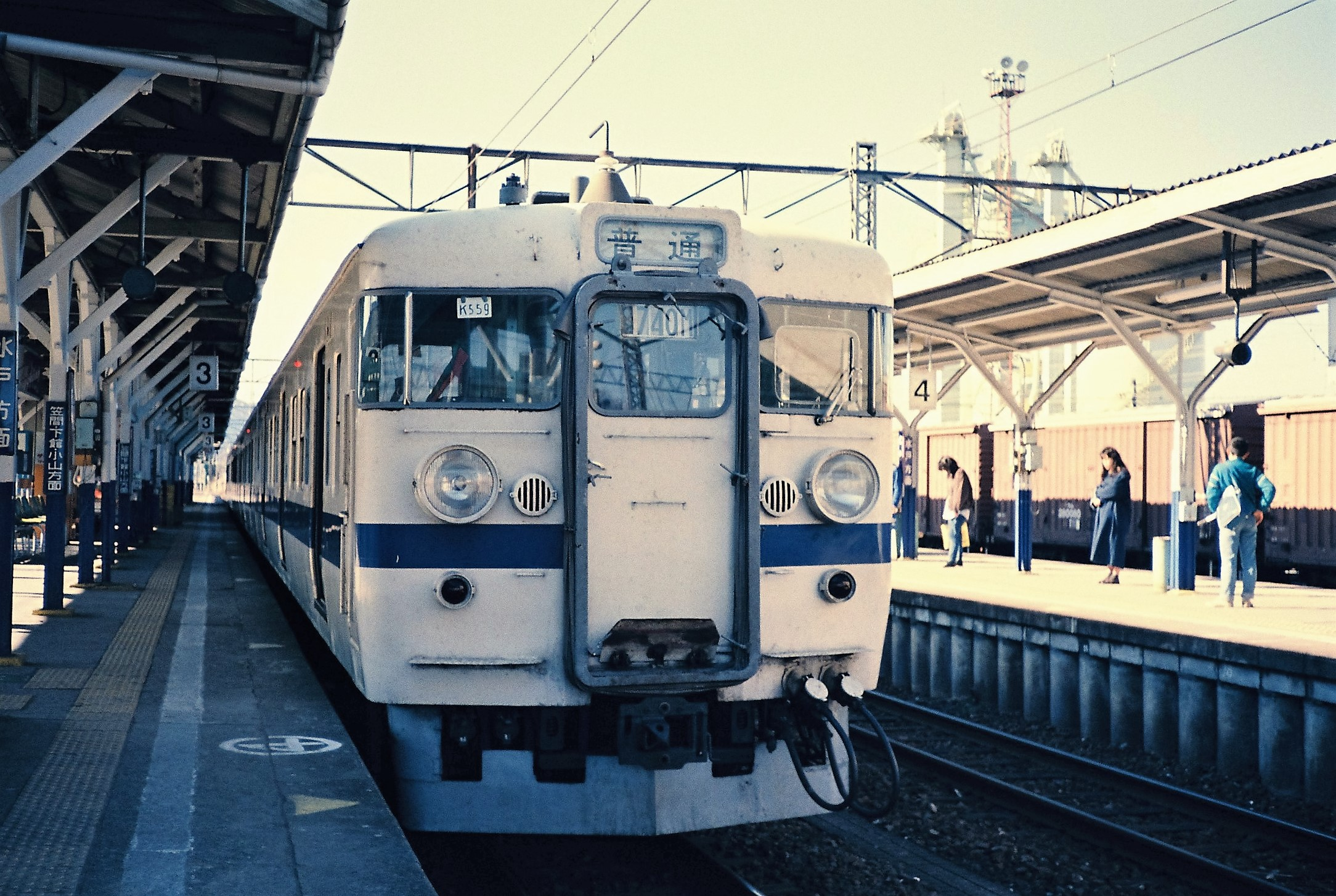
403系
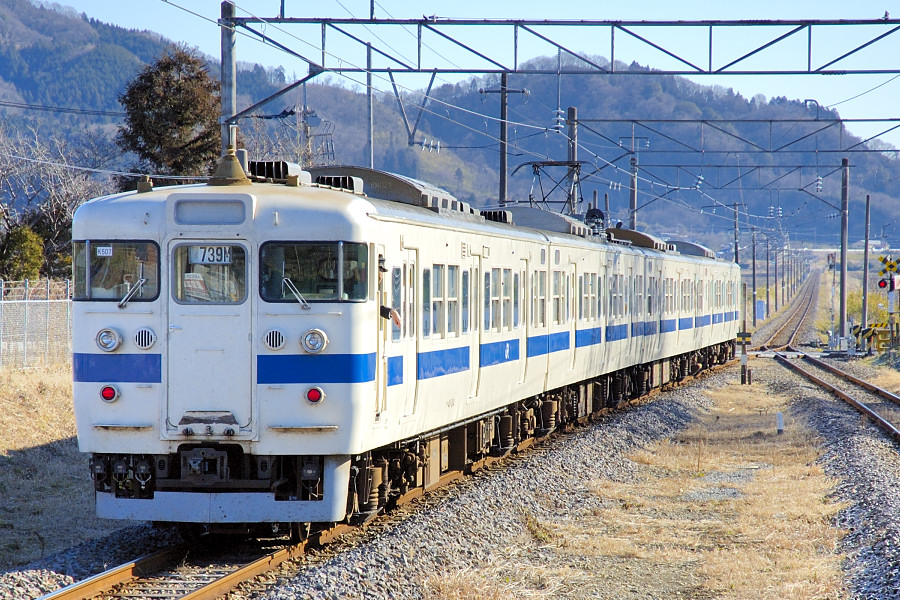
415系鋼製車
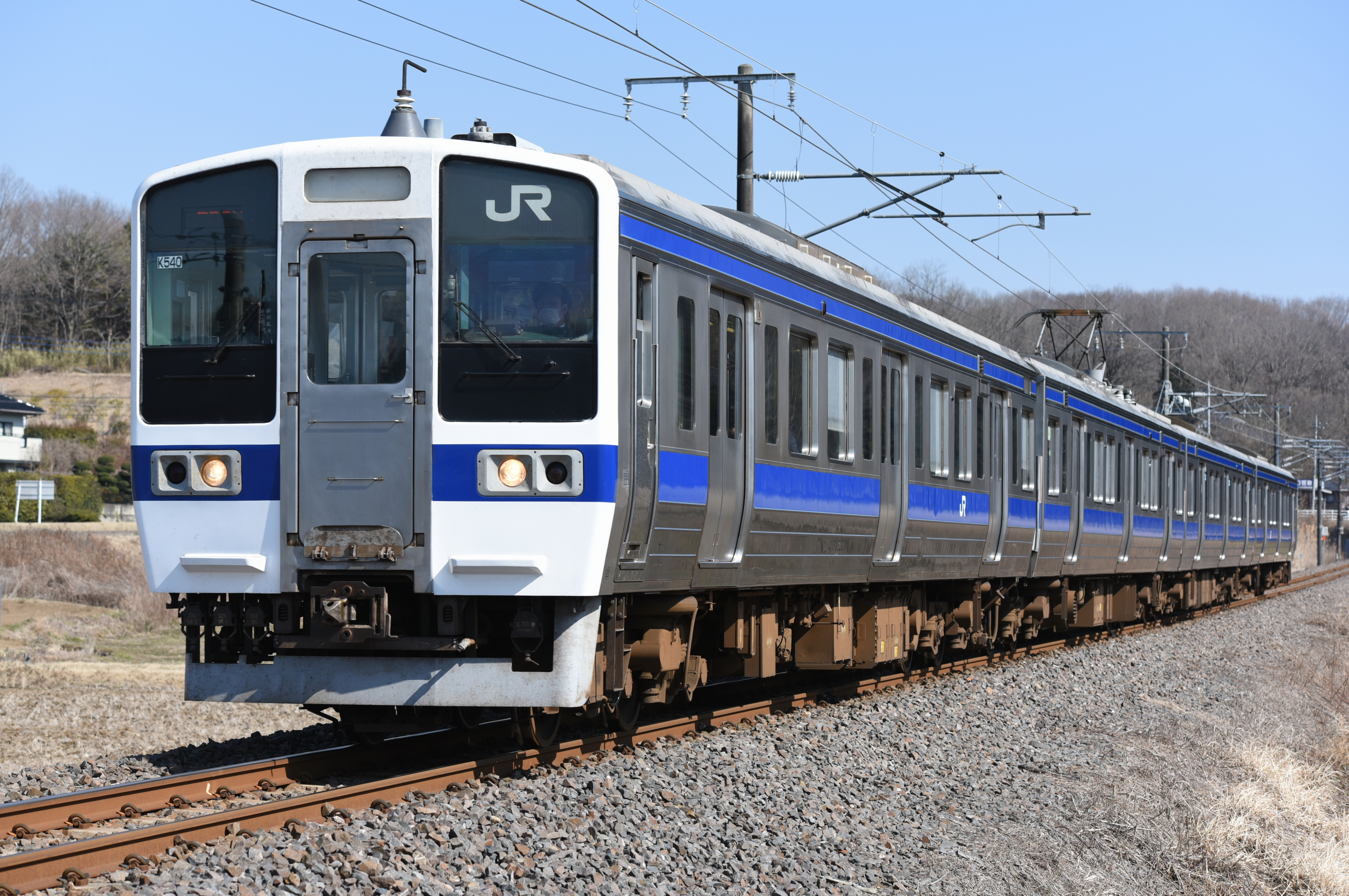
415系1500番台
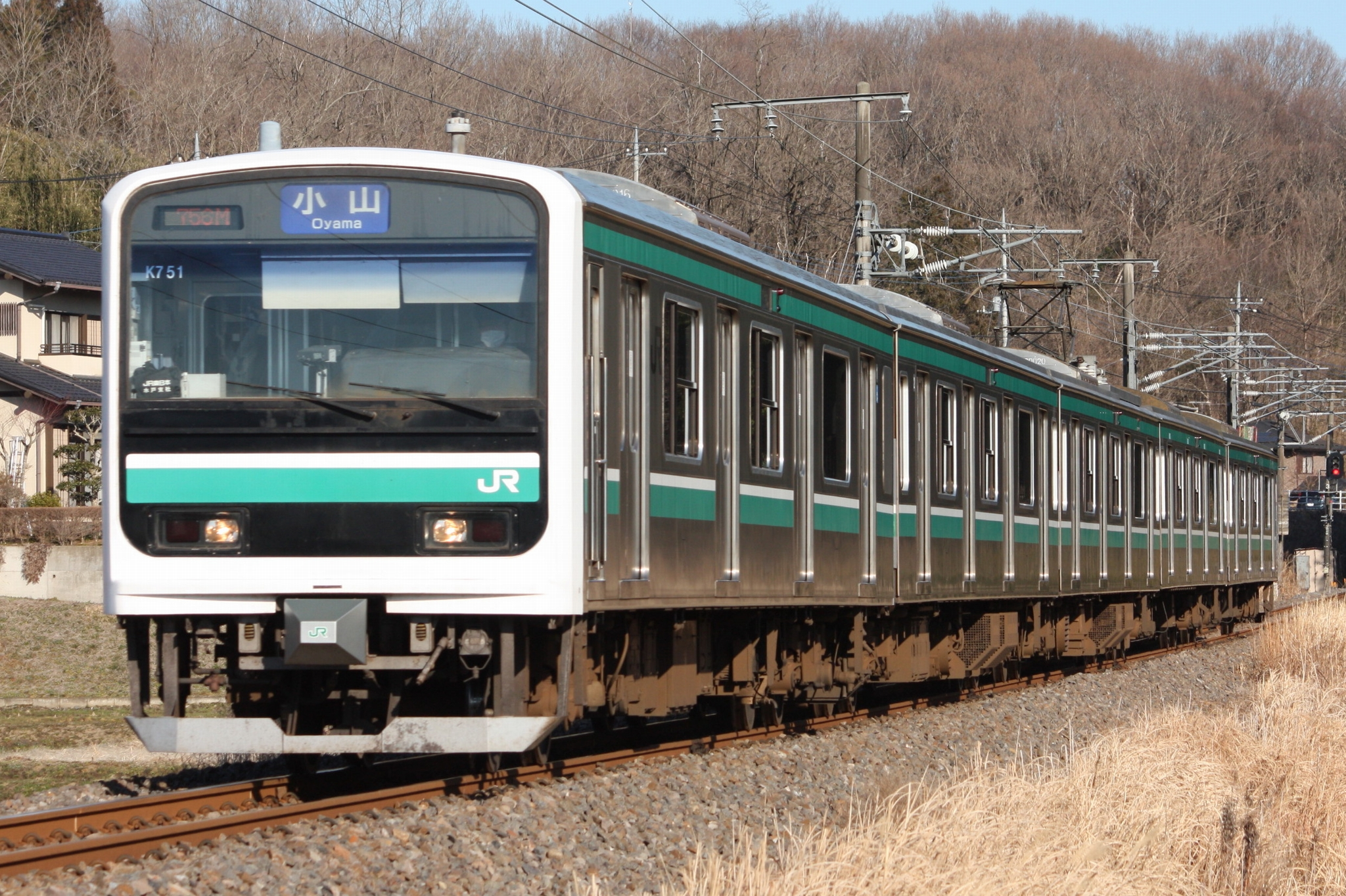
E501系

## 駅一覧
- 駅名 … ◇：貨物取扱駅（定期貨物列車の発着なし）
- 線路（全線単線） … ◇・∨：列車交換可、｜：列車交換不可
- 全列車普通列車。

| 電化方式 | 駅名     | 営業キロ | 営業キロ | 接続路線                                                    | 線路 | 所在地        | 所在地        |
| 電化方式 | 駅名     | 駅間     | 累計     | 接続路線                                                    | 線路 | 所在地        | 所在地        |
| -------- | -------- | -------- | -------- | ----------------------------------------------------------- | ---- | ------------- | ------------- |
| 直流     | 小山駅◇  | -        | 0.0      | 東日本旅客鉄道： 東北新幹線・■東北本線（宇都宮線）・■両毛線 | ∨    | 栃木県 小山市 | 栃木県 小山市 |
| 交流     | 小田林駅 | 4.9      | 4.9      |                                                             | ｜   | 茨城県        | 結城市        |
| 交流     | 結城駅   | 1.7      | 6.6      |                                                             | ◇    | 茨城県        | 結城市        |
| 交流     | 東結城駅 | 1.7      | 8.3      |                                                             | ｜   | 茨城県        | 結城市        |
| 交流     | 川島駅◇  | 2.1      | 10.4     |                                                             | ◇    | 茨城県        | 筑西市        |
| 交流     | 玉戸駅   | 2.1      | 12.5     |                                                             | ｜   | 茨城県        | 筑西市        |
| 交流     | 下館駅◇  | 3.7      | 16.2     | 真岡鐵道：真岡線 関東鉄道：常総線                           | ◇    | 茨城県        | 筑西市        |
| 交流     | 新治駅   | 6.1      | 22.3     |                                                             | ◇    | 茨城県        | 筑西市        |
| 交流     | 大和駅   | 3.6      | 25.9     |                                                             | ｜   | 茨城県        | 桜川市        |
| 交流     | 岩瀬駅   | 3.7      | 29.6     |                                                             | ◇    | 茨城県        | 桜川市        |
| 交流     | 羽黒駅   | 3.2      | 32.8     |                                                             | ◇    | 茨城県        | 桜川市        |
| 交流     | 福原駅   | 4.2      | 37.0     |                                                             | ｜   | 茨城県        | 笠間市        |
| 交流     | 稲田駅   | 3.1      | 40.1     |                                                             | ◇    | 茨城県        | 笠間市        |
| 交流     | 笠間駅   | 3.2      | 43.3     |                                                             | ◇    | 茨城県        | 笠間市        |
| 交流     | 宍戸駅   | 5.2      | 48.5     |                                                             | ｜   | 茨城県        | 笠間市        |
| 交流     | 友部駅◇  | 1.7      | 50.2     | 東日本旅客鉄道：■常磐線（水戸方面、最長高萩駅まで直通運転） | ◇    | 茨城県        | 笠間市        |

1. ↑  湘南新宿ライン・上野東京ラインを含む。
2. ↑  上野東京ラインを含む。

2024年度の時点で、JR東日本自社による乗車人員集計の除外対象となる駅（完全な無人駅、年度内に無人化された駅含む）は、小田林駅・東結城駅・新治駅・大和駅・羽黒駅・福原駅・稲田駅である。

### 過去の接続路線
- 岩瀬駅：筑波鉄道筑波線
- 羽黒駅：羽黒軌道
- 稲田駅：稲田軌道
- 笠間駅：笠間稲荷軌道

## 利用状況

### 平均通過人員
各年度の平均通過人員（人/日）は以下のとおりである。
| 年度                   | 平均通過人員（人/日） | 出典   |
| 年度                   | 小山 - 友部           | 出典   |
| ---------------------- | --------------------- | ------ |
| 2011年度（平成23年度） | 6,804                 | [ 25 ] |
| 2012年度（平成24年度） | 7,044                 | [ 25 ] |
| 2013年度（平成25年度） | 7,176                 | [ 25 ] |
| 2014年度（平成26年度） | 7,031                 | [ 25 ] |
| 2015年度（平成27年度） | 7,088                 | [ 25 ] |
| 2016年度（平成28年度） | 7,059                 | [ 26 ] |
| 2017年度（平成29年度） | 7,083                 | [ 26 ] |
| 2018年度（平成30年度） | 7,011                 | [ 26 ] |
| 2019年度（令和元年度） | 6,730                 | [ 26 ] |
| 2020年度（令和02年度） | 4,679                 | [ 26 ] |
| 2021年度（令和03年度） | 5,002                 | [ 27 ] |
| 2022年度（令和04年度） | 5,636                 | [ 27 ] |
| 2023年度（令和05年度） | 5,978                 | [ 28 ] |

### 乗車人員
JR東日本：各駅の乗車人員より
| 順位 | 2022年度 | 2022年度              | 2022年度              | 2022年度              |
| 順位 | 駅名     | 1日平均乗車人員（人） | 1日平均乗車人員（人） | 1日平均乗車人員（人） |
| 順位 | 駅名     | 定期外                | 定期                  | 計                    |
| ---- | -------- | --------------------- | --------------------- | --------------------- |
| 1    | 小山駅   | 7,032                 | 11,807                | 18,839                |
| 2    | 友部駅   | 956                   | 1,911                 | 2,868                 |
| 3    | 下館駅   | 743                   | 2,033                 | 2,777                 |
| 4    | 結城駅   | 454                   | 1,287                 | 1,742                 |
| 5    | 笠間駅   | 207                   | 915                   | 1,122                 |
| 6    | 岩瀬駅   | 130                   | 630                   | 761                   |
| 7    | 川島駅   | 154                   | 444                   | 599                   |
| 8    | 玉戸駅   | 170                   | 411                   | 582                   |
| 9    | 宍戸駅   | 33                    | 153                   | 187                   |
| 10   | 稲田駅   | 26                    | 113                   | 139                   |
| 11   | 福原駅   | 25                    | 85                    | 111                   |

小田林駅・東結城駅・新治駅・大和駅・羽黒駅は無人駅であるため集計されていない。

## 輝け水戸線！磨くプロジェクト
E531系によるワンマン運転を開始する2021年3月のダイヤ改正に合わせ、同線の価値向上を図る組織横断プロジェクト「輝け水戸線！磨くプロジェクト」を2021年1月8日に発足している。取り組みとして交通系ICカードの利用促進、ロゴマークの制定、水戸線各駅に独自デザインの駅名標の設置などをしている。

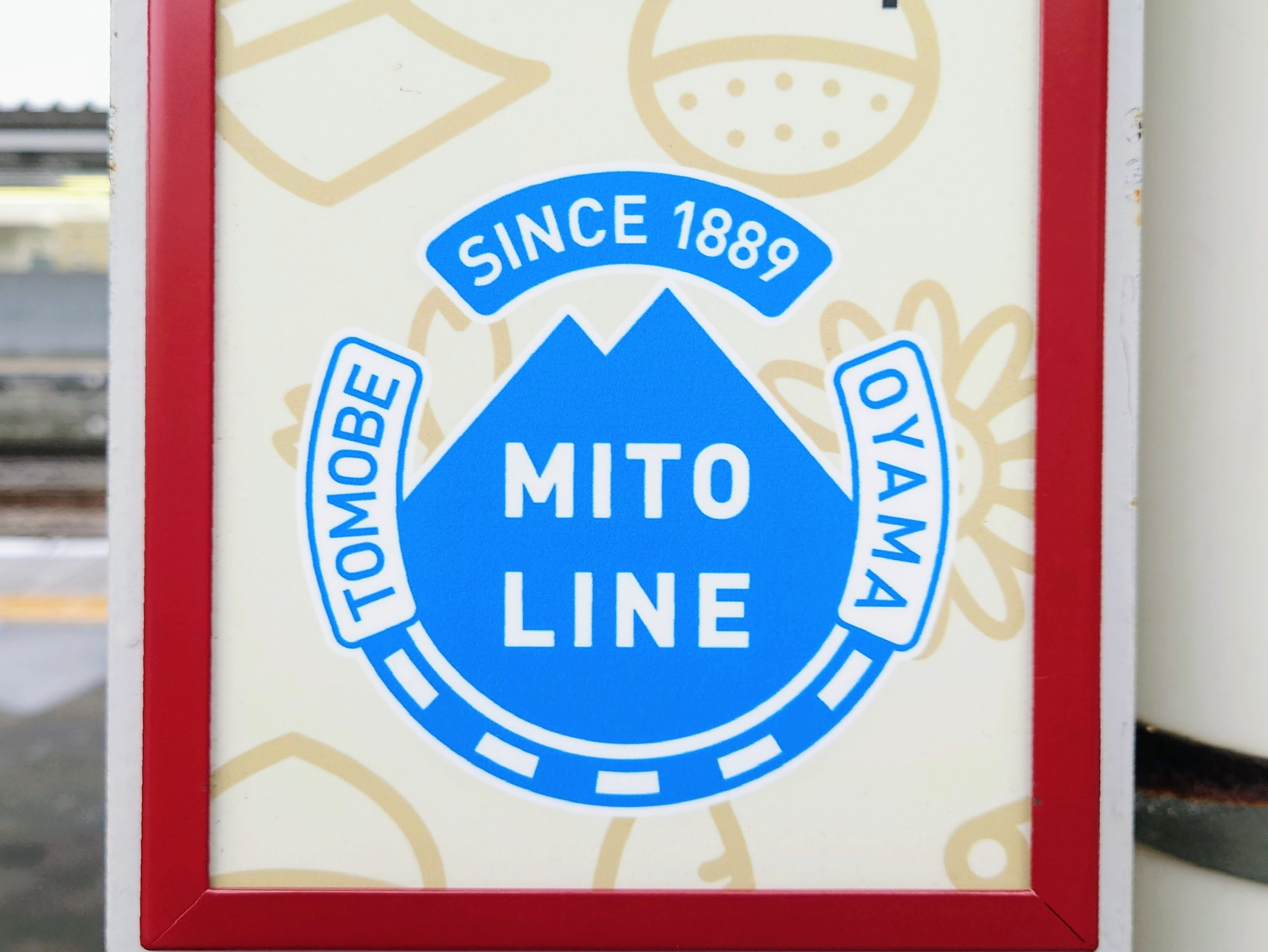
ロゴマーク
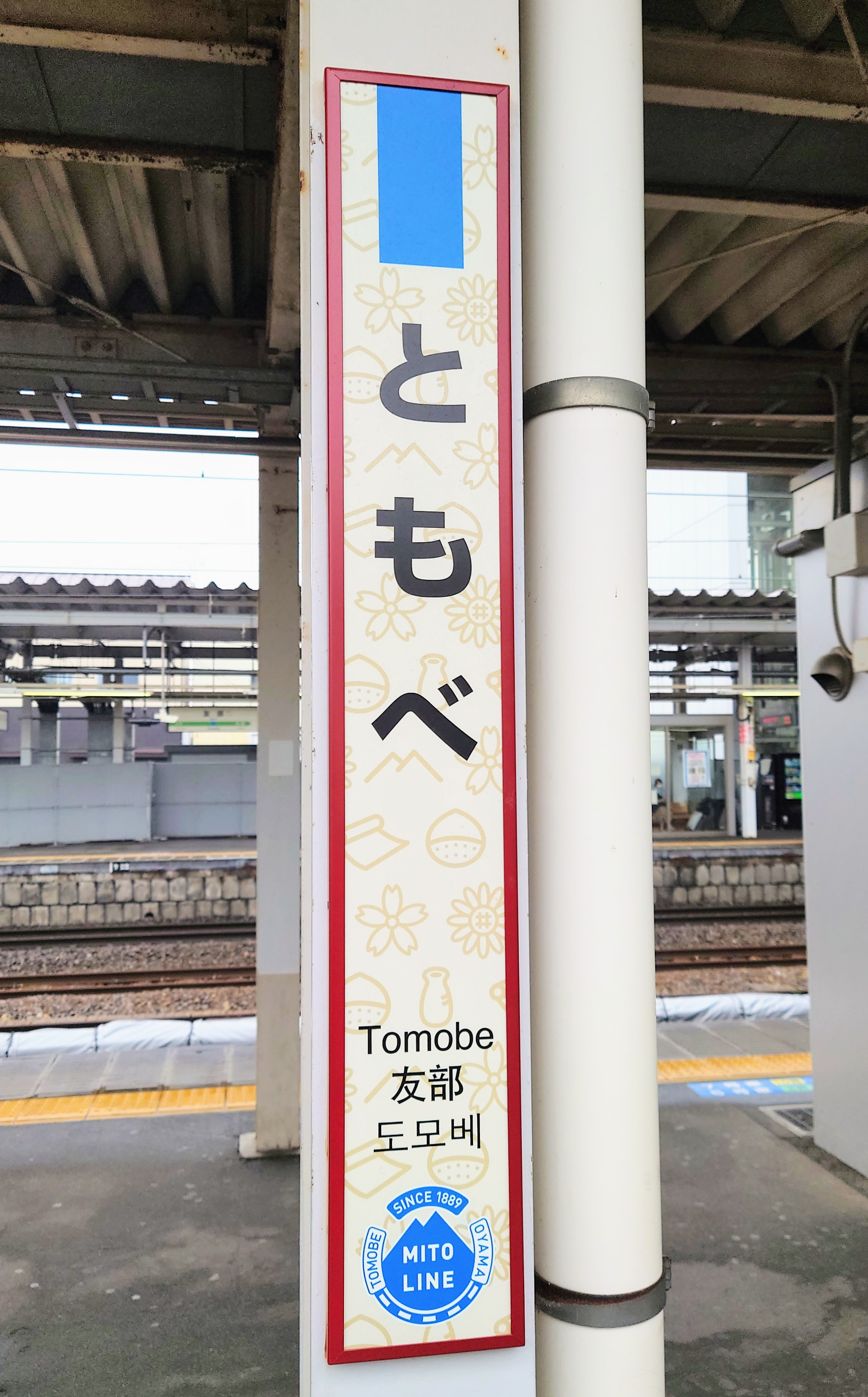
駅名標